# تیگران غاراباغتسیان
تیگران روبنی غاراباغتسیان (ارمنی: Տիգրան Ռուբենի Ղարաբաղցյան؛ زادهٔ ۶ ژوئن ۱۹۸۴ در ایروان) یک بازیکن فوتبال در پست مهاجم اهل ارمنستان است.

## باشگاهی
از باشگاه‌هایی که در آن بازی کرده‌است می‌توان به باشگاه فوتبال کیلیکیا، باشگاه فوتبال بانانتس، چرنو مور وارنا، پیونیک، آتیراو و آرارات ایروان اشاره کرد.

## تیم ملی
وی همچنین در زیر ۲۱ سال ارمنستان و تیم ملی فوتبال ارمنستان بازی کرده‌است. غاراباغتسیان نخستین بازی ملی خود که یک بازی دوستانه بود در تاریخ ۱۴ ژانویه ۲۰۰۷ در لس آنجلس در مقابل پاناما انجام داده‌است.

## دستاوردها
پیونیک
- لیگ برتر فوتبال ارمنستان (۳): ۲۰۰۶، ۲۰۰۷، ۲۰۰۸
- سوپر جام فوتبال ارمنستان (۱): ۲۰۰۶

 Cherno More Varna
- جام حذفی فوتبال بلغارستان (۱): ۲۰۰۸